# Cvrtkovci
Cvrtkovci (szerbül: Цвртковци), település Bosznia-Hercegovinában, a Szerb Köztársaság északi régiójában Stanari községben. 

## Fekvése
A település Bosznia-Hercegovina északi részén, Dobojtól légvonalban 20, közúton 33 km-re északnyugatra, községközpontjától légvonalban 5, közúton 9 km-re északra, a Krnjin régió északi részén, az Ilova-folyó völgyétől délre, 156-300 méteres magasságban található.

## Népessége
| Nemzetiségi csoport | Népesség 1991 | Népesség 2013 |
| ------------------- | ------------- | ------------- |
| Szerb               | 888           | 589           |
| Bosnyák             | 0             | 0             |
| Horvát              | 2             | 1             |
| Jugoszláv           | 0             | 0             |
| Egyéb               | 7             | 7             |
| Összesen            | 897           | 597           |

## Története
Az oszmán korban a falu Gázi Huszrev bég vakufjához tartozott, ezért a helyi lakosság a mai napig Vakufnak nevezi Krnjin területét. A település 1878-ig tartozott az Oszmán Birodalomhoz, ekkor a berlini kongresszus határozata alapján az Osztrák-Magyar Monarchia része lett. 1879-ben az első osztrák-magyar népszámlálás során a Tešanji járáshoz és Osinje községhez tartozó településnek 22 háztartása és 179 ortodox lakosa volt. 1910-ben a Tesanji járáshoz tartozó településen 41 háztartást és 316 ortodox lakost találtak. A monarchia szétesésével 1918-ban előbb a Szerb-Horvát-Szlovén Királyság, majd 1929-től a Jugoszláv Királyság része lett. Az 1929-es törvény értelmében, amikor Bosznia-Hercegovinát négy banovinára, Drinskára, Vrbaskára, Zetskára és Primorskára osztották, a település a Vrbaska banovina része lett, amelynek székhelye Banja Luka volt.
A második világháborúban Jugoszlávia megszállása után a Független Horvát Állam (NDH) része lett. A második világháború után 1992-ig a település a szocialista Jugoszlávia keretében a Bosznia-Hercegovinai Népköztársaság része volt. A boszniai háborút lezáró daytoni békeszerződés rendelkezése alapján az ország területét felosztották a Bosznia-hercegovinai Föderáció és a boszniai Szerb Köztársaság között. A háború utáni területmegosztáskor a Szerb Köztársaság területéhez csatolták.

## Nevezetességei
- Szent Demeter nagyvértanú tiszteletére szentelt ortodox temploma. A 15 x 9 méteres, egyhajós templom építése 1999-ben kezdődött. Az alapokat ugyanazon év november 8-án szentelte fel Vaszilje Kačavenda, Zvornik-Tuzla püspöke. Az építkezés befejeződött, és a templomot 2009. november 8-án szentelte fel az illetékes érsek. Építőanyagként kisméretű téglákat használtak, a haranglábat és a szentélyt réz borítja,. A haranglábban egy harang van. A tölgyfa ikonosztázt a striježevicai Slobodan Božić készítette. Az ikonokat a Sremska Kamenica-i Aleksandar Čereković festette. Az anyakönyveket 1980 óta vezetik.[6]

- Cvrtkovciban található egy stećak sírkő is. A cvrtkovci sírkőről szóló egyik helyi legenda szerint tündérek hozták. Másutt azt mondják, hogy a stećak sírköveket óriások (dzsinek) hozták a mai helyére.[7]

- Cvrtkovciban található a ma már romokban heverő Svatovsko groblje. A helyiek azt mondják, hogy ez egykor muszlimok temetője volt.[7]